# 河南省潢川高级中学
河南省潢川高级中学是位于河南省潢川县的一所公立高中。其前身是成立于1760年的弋阳书院。

## 历史沿革
清朝末期，列强入侵，危机深重，迫使光绪帝于光绪二十七年宣谕废除书院，改设学堂；官立光州中学堂于光绪三十年在弋阳书院原址处创立，是豫东南第一个公办中学；辛亥革命后，更名为潢川中学校；1913年归省教育司直辖，更名为河南省立潢川中学；1921年更名为河南省立第七中学；1927年始招高中班；1933年改名为河南省立潢川初级中学；1941年复招高中班，恢复河南省立潢川中学校名。第二次国共内战后延用原名，1954年高初中分校，高中被迁至卢家大田，校名为河南省潢川高级中学。1972年迁现址，潢川北城环城东路89号。
潢川高中具有深厚的革命传统。潢川高中的建党和革命活动在中国共产党诞生的第二年就开始了，当时的省立七中成为革命活动的中心，豫东南早期共产党的领导人和活动家汪厚之、熊少山、张侠生、易宗邦等都曾在该校求学，并团结同学传播革命思想。1923年4月15日，省立七中师生发动反对二十一条的游行，要求收回旅顺大连。1925年6月五卅惨案发生后，学生组织鼓动罢课游行，以示声援。1928年，河南省委委派共产党员吴丹坤到潢川，借省立七中英语教员的身份进行秘密建党和组织暴动的工作。3月18日，省立七中三十多名师生参加了豫东南特委领导的大荒坡武装暴动攻打地方武装张秋石的司令部所在地张上寨，最终暴动失败并导致八名学生丧命。抗日战争和第二次国共内战时期，部分师生组织了校内秘密团体，传播革命书刊，对抗国民政府。中国人民解放军占领潢川后，潢高学生积极参军入伍。中华人民共和国成立后，余延潢、周兴中等学生在保卫中共政权的战斗中丧命。

## 校况介绍
学校总面积10万多平方米，建筑总面积7.94万平方米。是省级示范性普通高中，省级文明单位，省级园林单位。校园绿化面积2.13万平方米，人均7.08平方米。校内环境优美，高楼林立，道路纵横，四季鲜花盛开，年年绿树成阴。
潢川高中秉承“育人为本，以质立校”的办学理念；传承“博学、笃行、敬业、爱生”的教风和“厚积、有恒、善思、求精”的学风，铭记“诚、爱、勤、朴”的校训，弘扬“团结、文明、求实、创新”的校风。
目前在岗教师394人，省级及其以上骨干教师、学科带头人和名师70余人。教学成绩优异，近年已有超过200人被清华大学、北京大学、中国科技大学、中国人民大学等名校录取，有2000多人出国留学，近1000位毕业生获得了博士学位。